# Eustachius

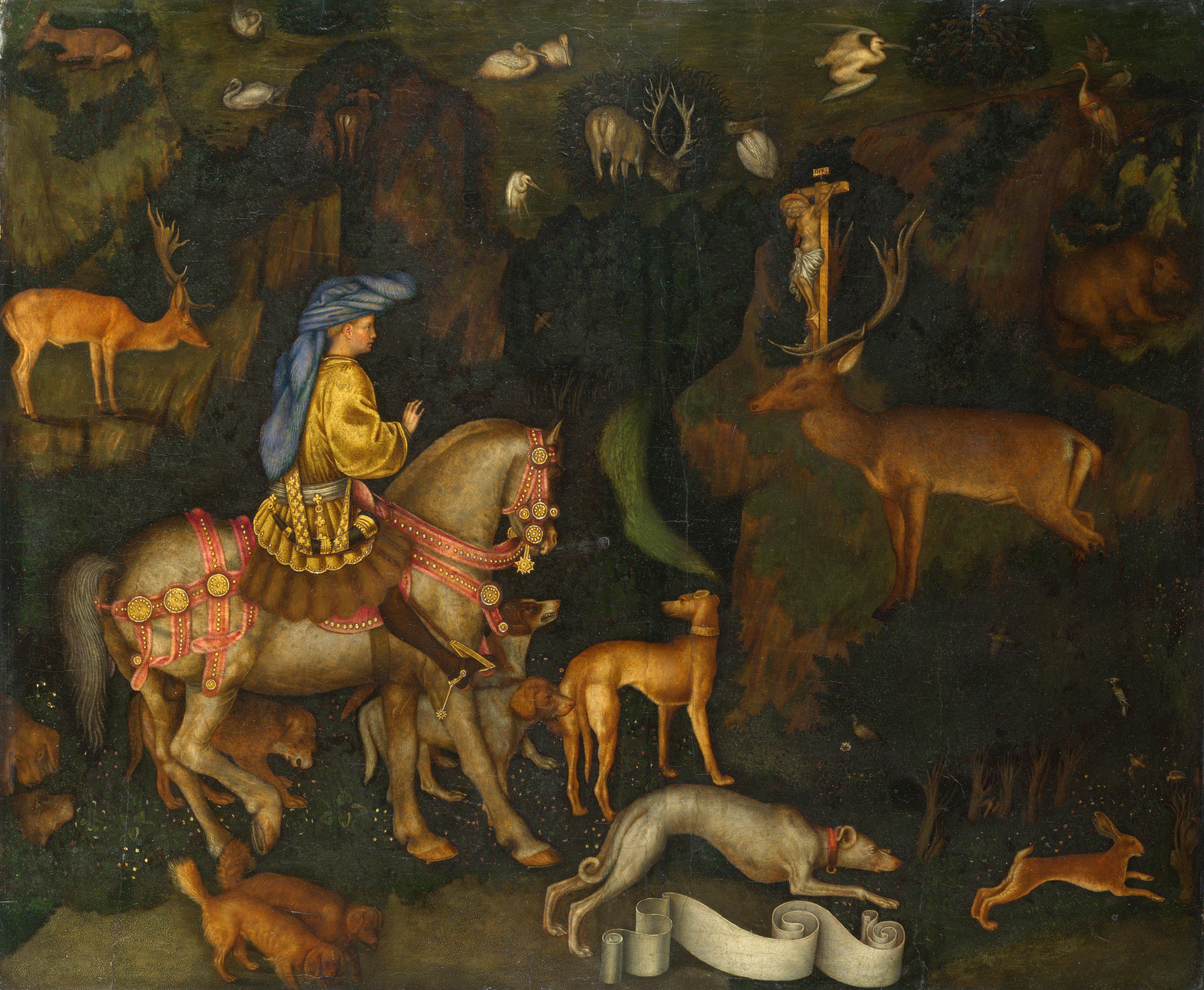
Sankt Eustachius syn, målning av Pisanello (1438).

Sankt Eustachius är ett helgon inom Romersk-katolska kyrkan.
Enligt legenden var Eustachius en romersk fältherre vid namn Placidus, som under en jakt såg Kristi kors mellan hornen på en hjort, som han förföljde. Denna legend kom på 1400-talet även att överföras på helgonet Hubertus. Eustachius blev därefter kristen och martyr under kejsar Hadrianus. En martyr Eustachius, som vördats i Rom och vars reliker på 1100-talet fördes till Paris, där kyrkan Saint-Eustache helgades åt honom, borde ha sin förebild i en historisk person. Eustachius räknas bland de fjorton nödhjälparna och är liksom sankt Hubertus jägarnas skyddspatron. Eustachius festdag firas 20 september.
En svensk variant av legenden om Eustachius finns upptagen i Codex Bildstenianus från början av 1400-talet.